# Irène de Rome
Pour les articles homonymes, voir Sainte Irène.
Sainte Irène de Rome est une chrétienne de l'Empire romain, vivant sous le règne de Dioclétien. Elle est l'épouse de saint Castule. Selon la légende chrétienne, elle a soigné saint Sébastien après qu'il fut blessé par des archers maurétaniens.

## Biographie
Irène est l'épouse de Castule (Castulus) qui, selon la tradition, est au service de l'empereur romain Dioclétien, mais qui s'avère aussi être un chrétien fervent et actif, invitant à la messe et faisant baptiser de nouveaux disciples, y compris par le pape. Cependant, un chrétien apostat trahit Castule auprès du préfet de Rome.
Elle devient veuve lorsqu'il est martyrisé pour avoir pratiqué activement le christianisme et avoir converti d'autres à cette religion. Castulus est arrêté et torturé avant d'être enterré vivant en 288.
Après la mort de son mari, Irène poursuit son activité au sein de la communauté chrétienne à Rome. Selon l'hagiographie, lorsque saint Sébastien est abattu de flèches pour avoir lui aussi professé le christianisme, Irène soigne alors ses blessures,.   
Traditionnellement l'Église catholique la commémore le 22 janvier ; mais elle ne figure pas dans le Martyrologe romain. Elle est également fêtée le 3 avril, voire le 30 mars.
Le thème de saint Sébastien soigné par sainte Irène a inspiré de nombreux artistes, depuis Benedetto Luti et Georges de La Tour jusqu'à Eugène Delacroix et Jean-Jacques Henner.

## Galerie

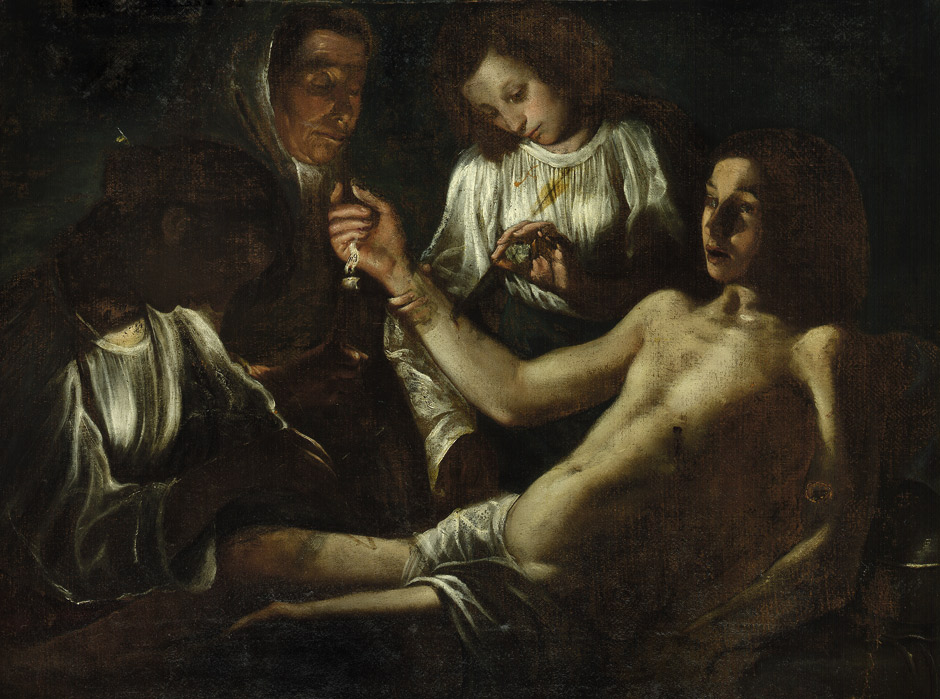
Irène de Rome porte assistance à Saint Sébastien, Le Caravage.
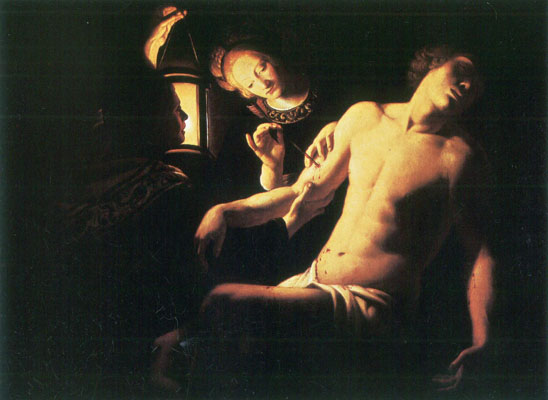
Saint Sébastien est soigné par Irène, Trophime Bigot.
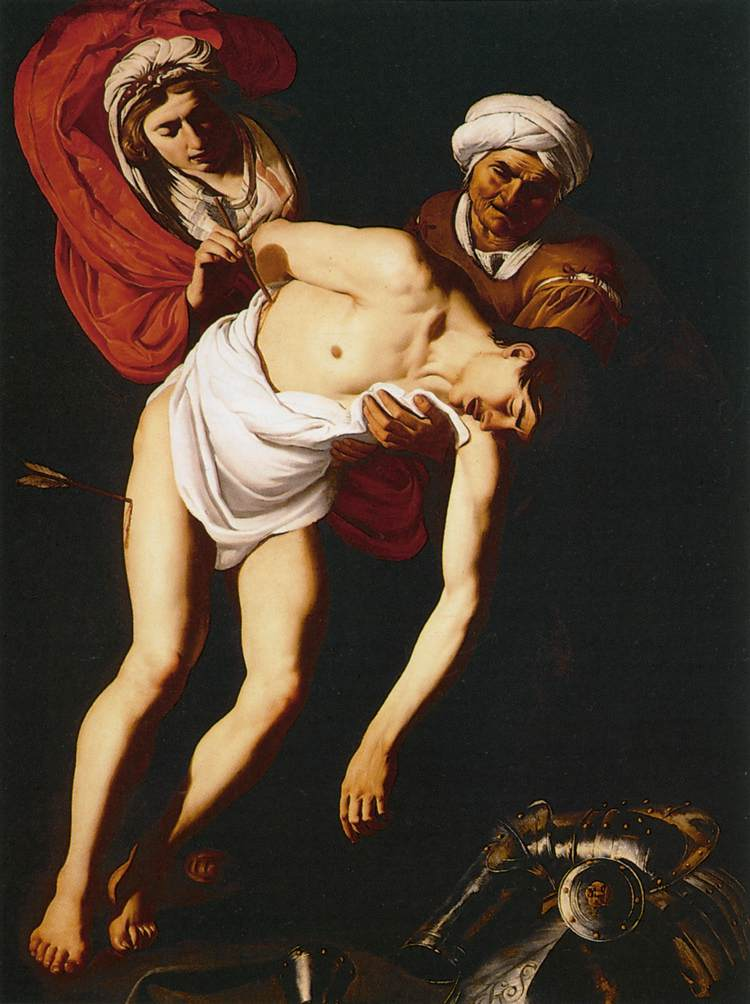
Saint Sébastien assisté de Sainte Irène et de sa servante, Dirck van Baburen, v. 1615.
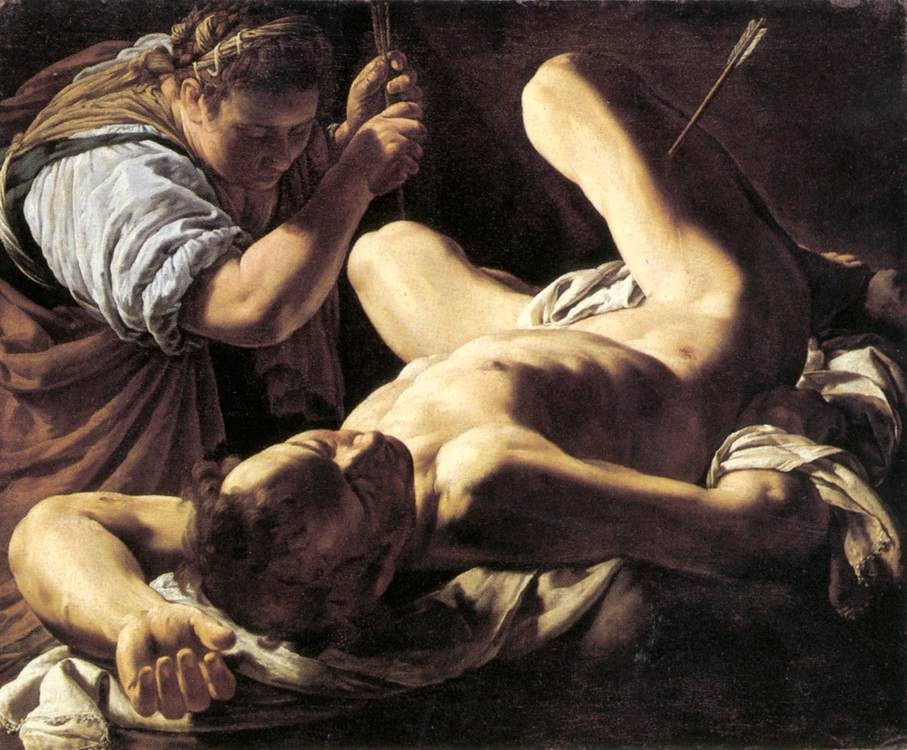
Saint Sébastien est soigné par Sainte Irène, Marcantonio Bassetti, v. 1620.
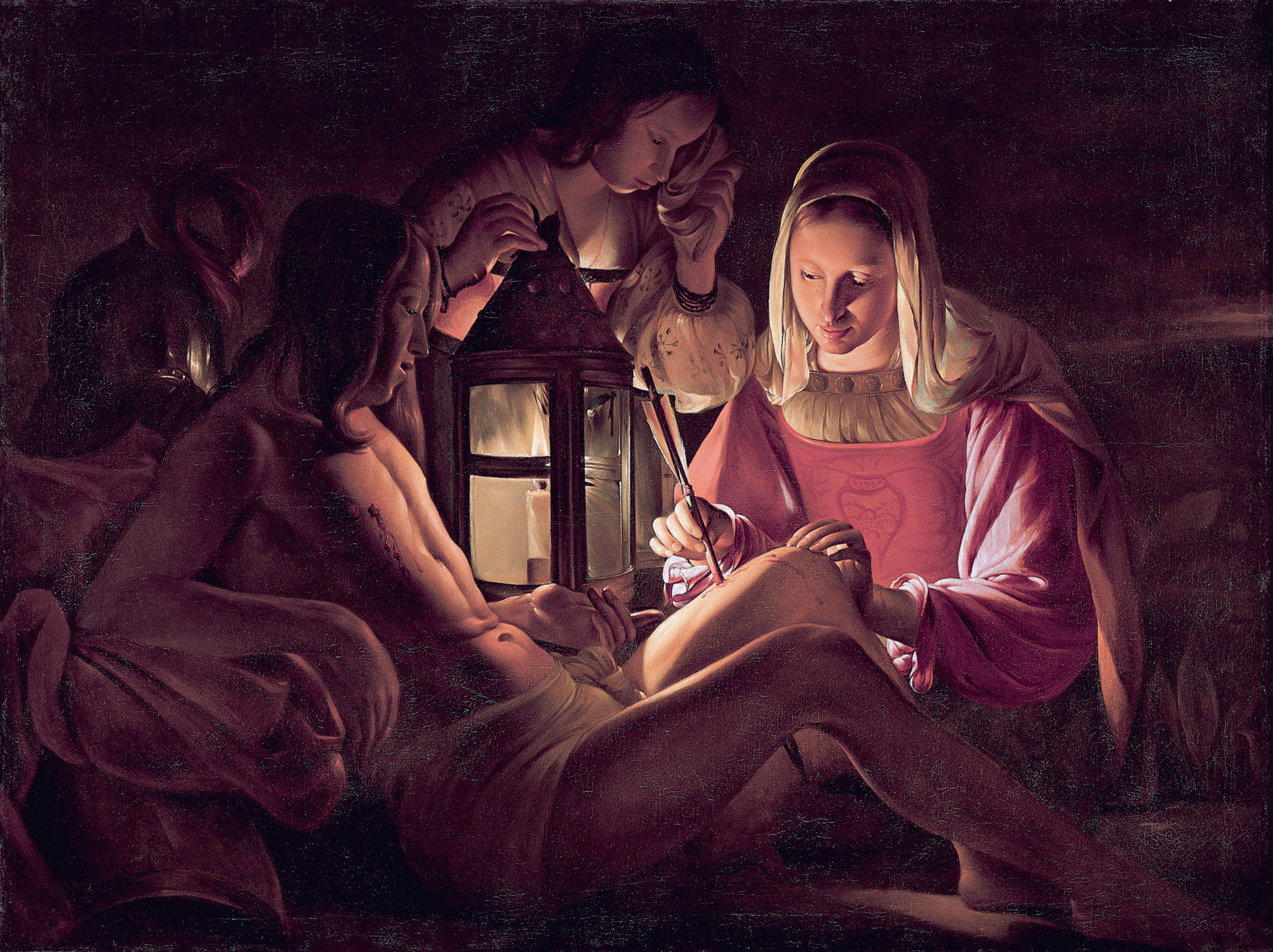
Saint Sébastien soigné par Irène, attribué à Georges de La Tour, début des années 1630.
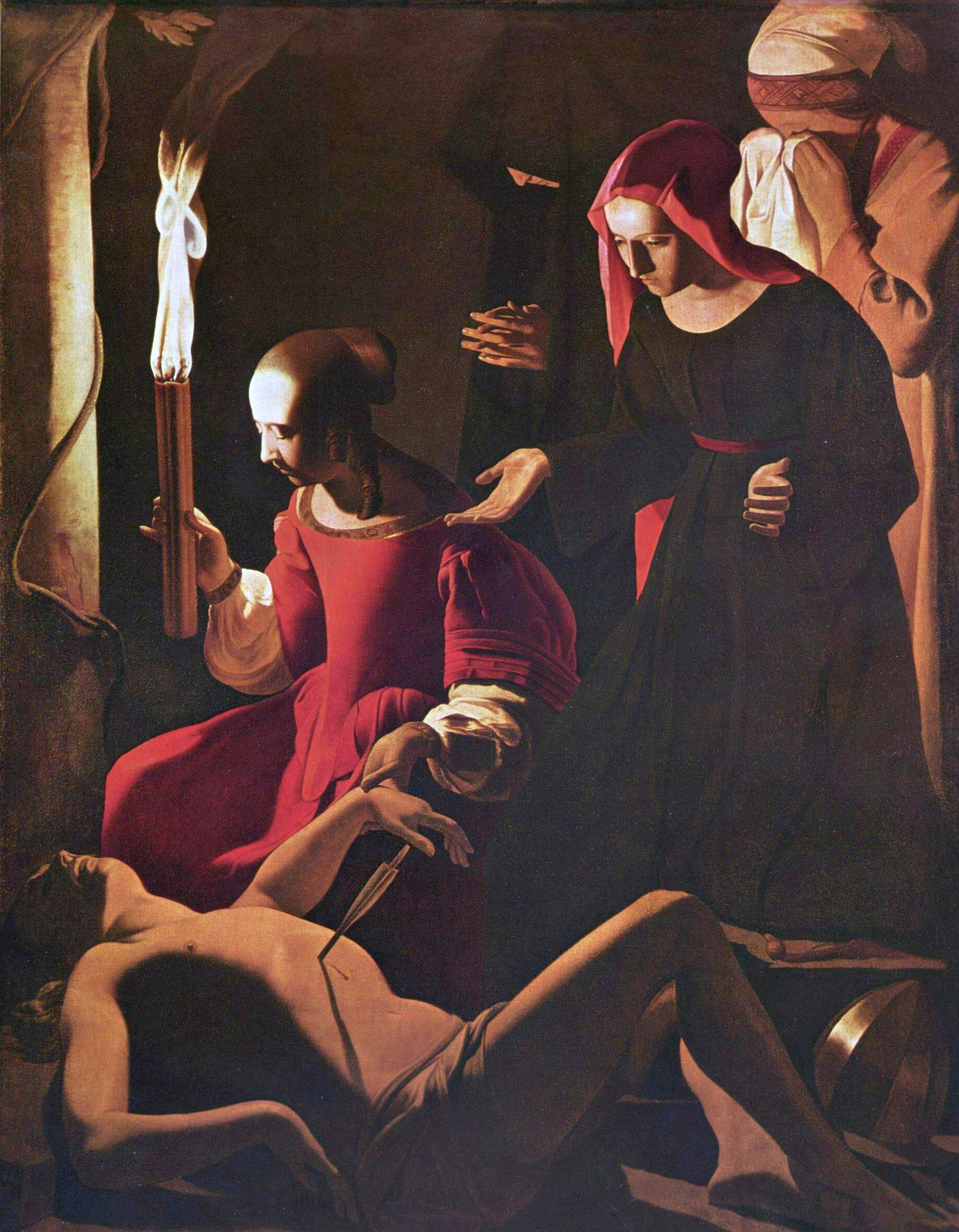
Saint Sébastien assisté par Irène, Georges de La Tour v. 1650.
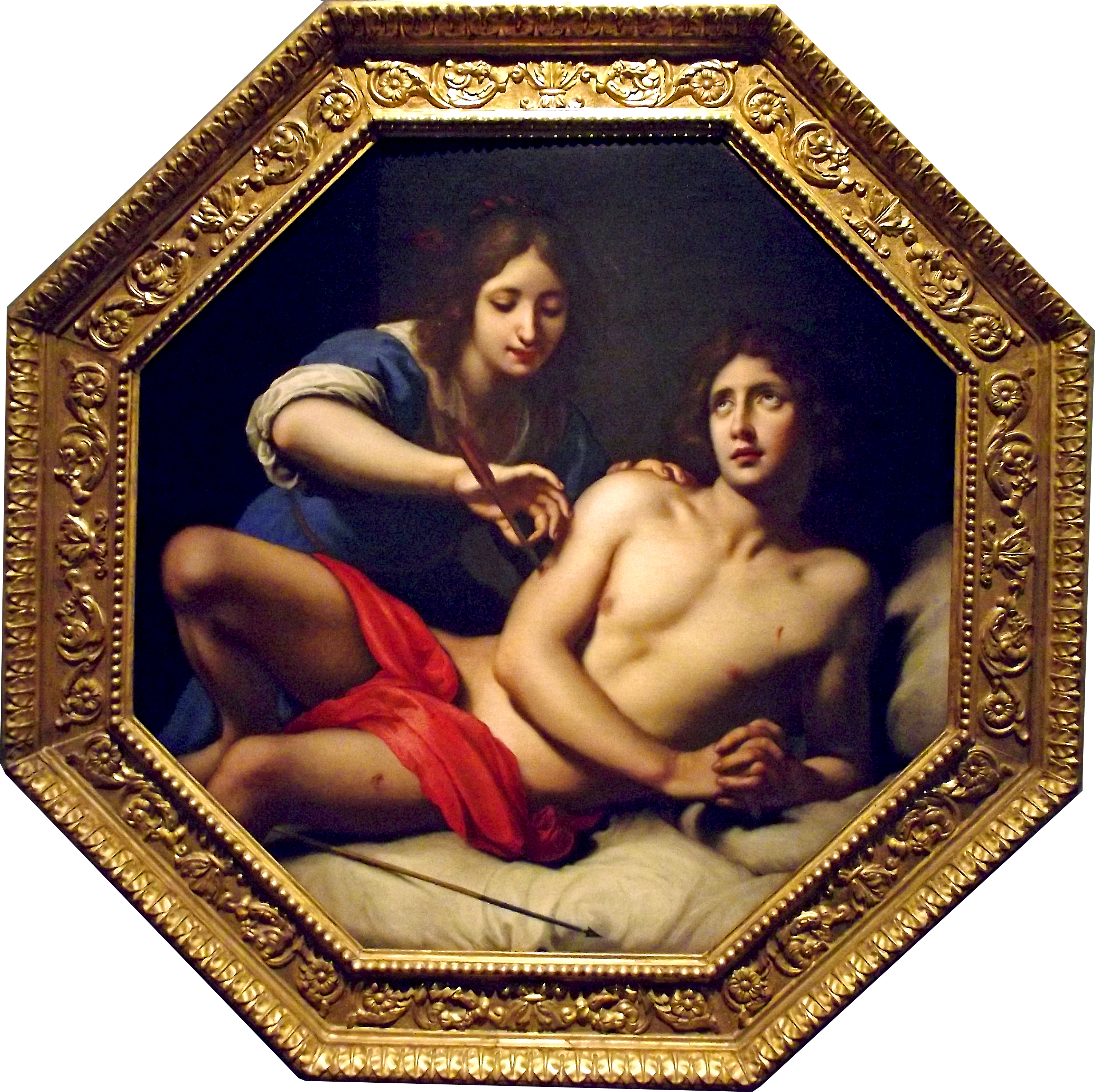
Saint Sebastian apaisé par Sainte Irène, Felice Ficherelli, 1650.
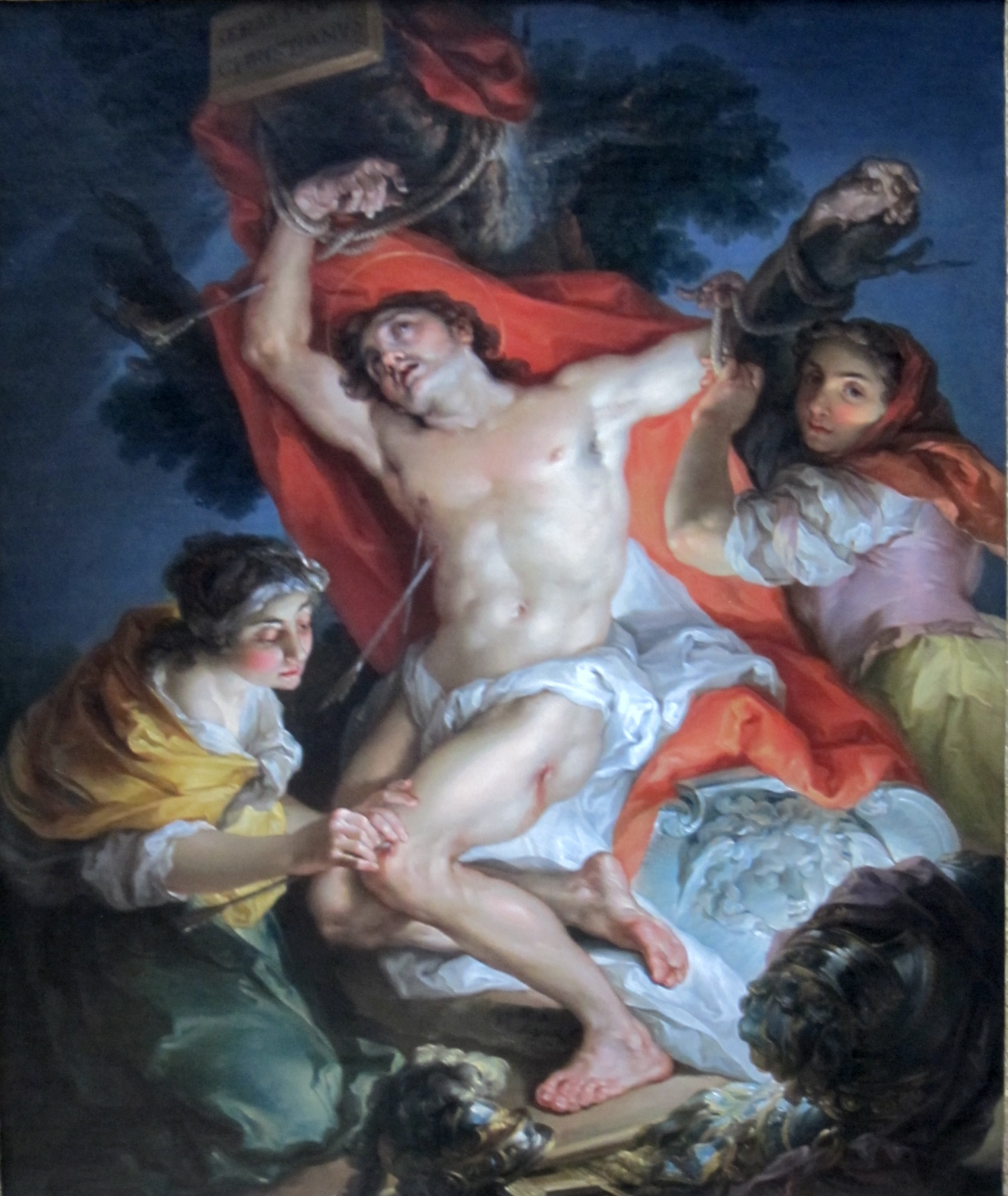
Tableau de Vicente López y Portaña, 1795-1800.
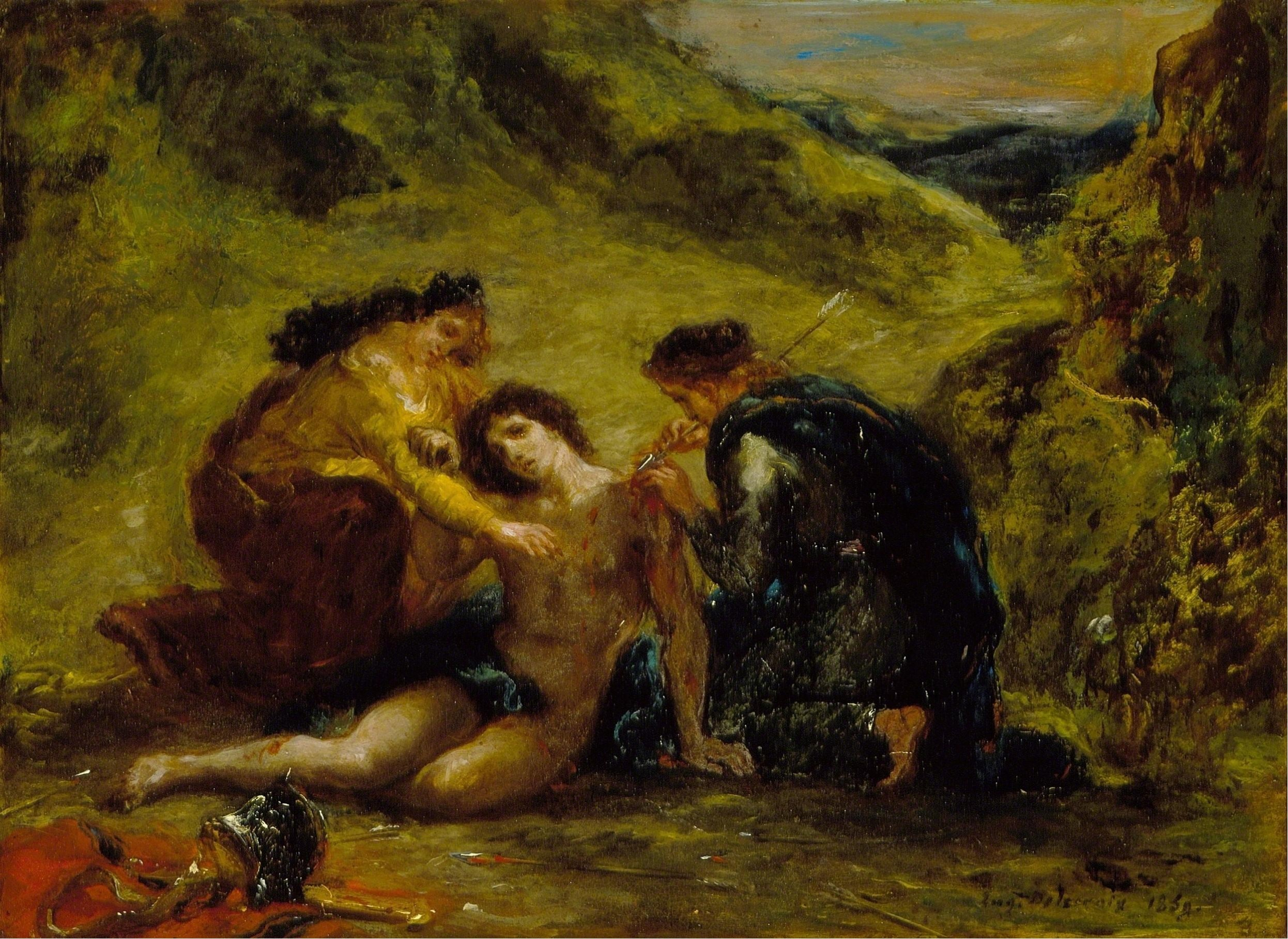
Saint Sébastien avec Sainte Irène et son assistant, Eugène Delacroix, 1858.
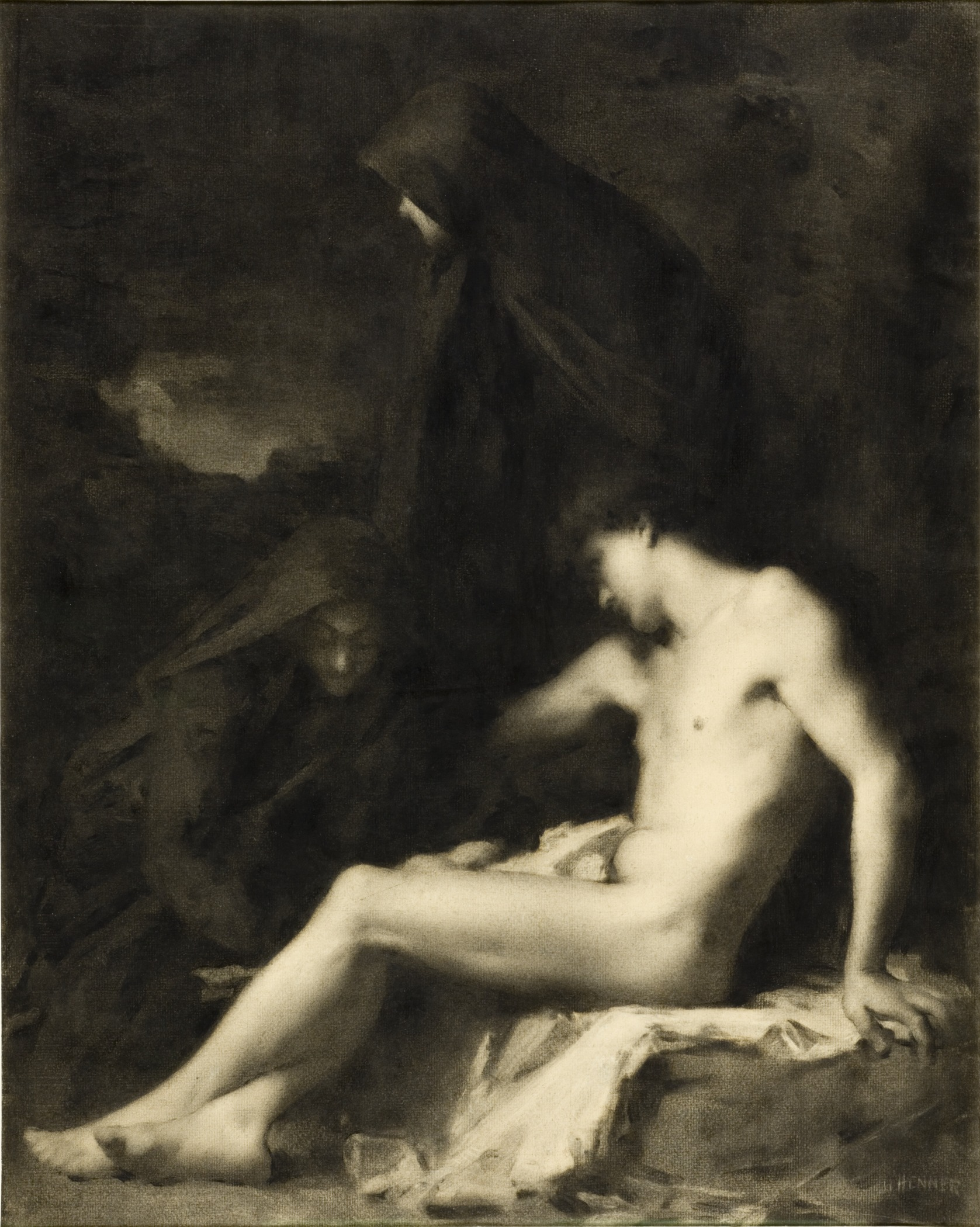
Dessin de Jean-Jacques Henner, vers 1889.

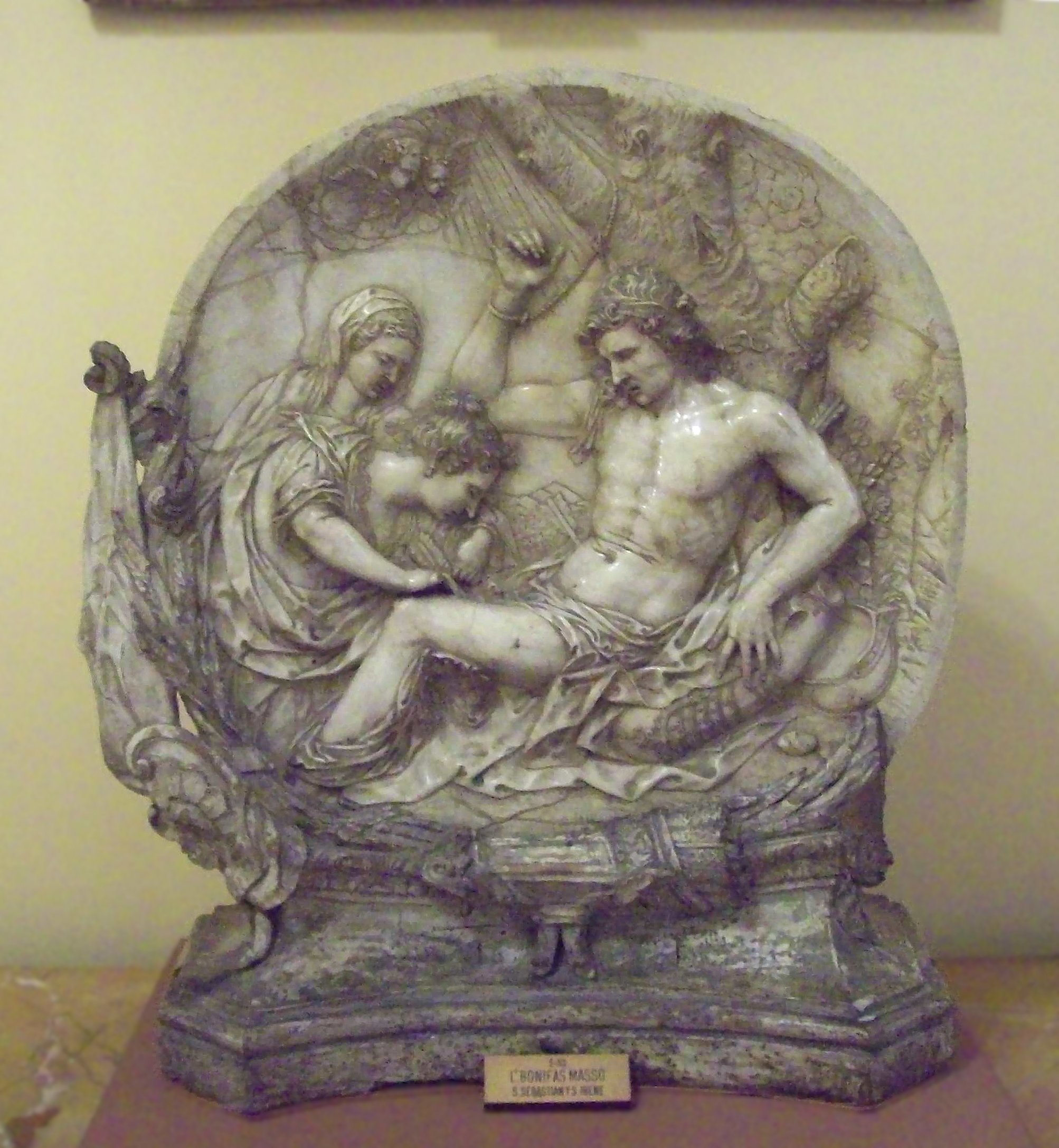
Relief baroque de sainte Irène guérissant les blessures de saint sébastien.

## Source
- (en) Cet article est partiellement ou en totalité issu de l’article de Wikipédia en anglais intitulé « Irene of Rome » (voir la liste des auteurs).